# MRF Challenge
Le MRF Challenge est un championnat de course automobile. Il est organisé par le Madras Motor Sports Club, et se déroule en Asie, au Moyen-Orient et en Inde notamment. Il s'agit d'une formule de promotion se déroulant lors de l'intersaison durant l'hiver. Il est l'un des concurrents des Toyota Racing Series de Nouvelle-Zélande ou du championnat d'Asie de Formule 3 hivernal.

## Histoire
Deux catégories existent : la Formule 2000 et la Formule 1600. La Formule 1600 est généralement disputée par des pilotes locaux. La Formule 2000, elle, accueille des pilotes internationaux généralement engagés en Formule 3 ou en Formule Renault 2.0 pendant l'année. Ces pilotes disputent ce championnat hivernal pour garder le rythme et continuer à courir pendant l'hiver contre des pilotes qu'ils affronteront pendant l'année dans d'autres championnat. La voiture est un châssis Dallara équipé d'un moteur Renault 2.0L avec des pneumatiques MRF. 

## Palmarès
| Année     | Champion              | Deuxième         | Troisième           |
| --------- | --------------------- | ---------------- | ------------------- |
| 2012-2013 | Conor Daly            | Jordan King      | Luciano Bacheta     |
| 2013-2014 | Rupert Svendsen-Cook  | Tio Ellinas      | Arthur Pic          |
| 2014-2015 | Toby Sowery           | Ryan Cullen      | Raj Bharath         |
| 2015-2016 | Pietro Fittipaldi     | Tatiana Calderón | Nikita Troitskiy    |
| 2016-2017 | Harrison Newey        | Joey Mawson      | Mick Schumacher     |
| 2017-2018 | Felipe Drugovich      | Presley Martono  | Rinus van Kalmthout |
| 2018-2019 | Jamie Chadwick        | Max Defourny     | Patrik Pasma        |
| 2019-2020 | Michelangelo Amendola | Dylan Young      | Josh Mason          |